# RHOB
RHOB (англ. Ras homolog family member B) – білок, який кодується однойменним геном, розташованим у людей на короткому плечі 2-ї хромосоми.  Довжина поліпептидного ланцюга білка становить 196 амінокислот, а молекулярна маса — 22 123.
| 10         |  | 20         |  | 30         |  | 40         |  | 50         |
| ---------- |  | ---------- |  | ---------- |  | ---------- |  | ---------- |
| MAAIRKKLVV |  | VGDGACGKTC |  | LLIVFSKDEF |  | PEVYVPTVFE |  | NYVADIEVDG |
| KQVELALWDT |  | AGQEDYDRLR |  | PLSYPDTDVI |  | LMCFSVDSPD |  | SLENIPEKWV |
| PEVKHFCPNV |  | PIILVANKKD |  | LRSDEHVRTE |  | LARMKQEPVR |  | TDDGRAMAVR |
| IQAYDYLECS |  | AKTKEGVREV |  | FETATRAALQ |  | KRYGSQNGCI |  | NCCKVL     |

A: Аланін

C: Цистеїн

D: Аспарагінова кислота

E: Глутамінова кислота

F: Фенілаланін

G: Гліцин

H: Гістидин

I: Ізолейцин

K: Лізин

L: Лейцин

M: Метіонін

N: Аспарагін

P: Пролін

Q: Глутамін

R: Аргінін

S: Серин

T: Треонін

V: Валін

W: Триптофан

Кодований геном білок за функціями належить до білків розвитку, фосфопротеїнів. 
Задіяний у таких біологічних процесах як апоптоз, клітинна адгезія, транспорт, транспорт білків, ангіогенез, диференціація. 
Білок має сайт для зв'язування з нуклеотидами, ГТФ. 
Локалізований у клітинній мембрані, ядрі, мембрані, ендосомах.